# Associazione Sportiva Rondinella Marzocco 1979-1980
Questa voce raccoglie le informazioni riguardanti l'Associazione Sportiva Rondinella Marzocco nelle competizioni ufficiali della stagione 1979-1980.

## Rosa
| N. |                   | Ruolo | Calciatore         |
| -- | ----------------- | ----- | ------------------ |
|    | Italia (bandiera) | A     | Claudio Ancillotti |
|    | Italia (bandiera) | C     | Gianni Ardemagni   |
|    | Italia (bandiera) | C     | Marco Balestri     |
|    | Italia (bandiera) | A     | Luca Bartolini     |
|    | Italia (bandiera) |       | Bellucci           |
|    | Italia (bandiera) | D     | Sergio Berti       |
|    | Italia (bandiera) | A     | Alessandro Bertoni |
|    | Italia (bandiera) | P     | Alessandro Biagini |
|    | Italia (bandiera) | P     | Massimo Bianchi    |
|    | Italia (bandiera) | D     | Paolo Carlotti     |
|    | Italia (bandiera) | D     | Walter Casarotto   |

| N. |                   | Ruolo | Calciatore        |
| -- | ----------------- | ----- | ----------------- |
|    | Italia (bandiera) | C     | Giancarlo Favarin |
|    | Italia (bandiera) | C     | Maurizio Hemmy    |
|    | Italia (bandiera) | D     | Enrico Maccanti   |
|    | Italia (bandiera) | C     | Marzio Magli      |
|    | Italia (bandiera) | A     | Maurizio Martini  |
|    | Italia (bandiera) | C     | Paolo Pesalovo    |
|    | Italia (bandiera) |       | Reali             |
|    | Italia (bandiera) | D     | Mauro Riccieri    |
|    | Italia (bandiera) | A     | Enrico Scaletta   |
|    | Italia (bandiera) | A     | Carmine Torano    |
|    | Italia (bandiera) |       | Zanobini          |